# منسب الاختطار المنقح للأمراض القلبية
تم تطوير أدوات التنبؤ الإكلينيكي لتقييم مخاطر مضاعفات الأمراض القلبية للمريض في الفترة المحيطة بالجراحة. ويتم استخدام هذه الأدوات للبحث عن وجود علاقة بين المتغيرات قبل الجراحة (على سبيل المثال، عمر المريض أو نوع الجراحة أو التشخيصات المرضية المتزامنة أو بيانات المختبر) ومخاطر مضاعفات الأمراض القلبية في أتربية المريض الجراحي . وتندمج المتغيرات التي تمتلك قيمة تنبئية مستقلة في تحليل التخوف المنطقي مع مَنْسَب الأخْتِطار. وبشكل مثالي يتم حينئذ اختبار دقة ومَصْداقِيَّة منسب الاختطار في الأتربية المتفرقة أتربية تَوثيق المَصْداقِيَّة. وفي عام 1977، قام جولدنمان وآخرون بتطوير أول مؤشر لخطر أمراض القلبي، والذي يتضمن 9 متغيرات مرتبطة بالمخاطر المتزايدة لمضاعفات الأمراض القلبية في الفترة المحيطة. وقد اشتهر هذا المنسب فيما بعد باسم منسب اختطار الأمراض القلبية الأصلي (أو منسب جولدنمان). وفي عام 1999، قام لي وآخرون بنشر منسب اختطار للأمراض القلبية مستمد من 2893 مريضًا وموثقًا في 1422 مريضًا في أعمار ≥ 50 قد خضعوا لعمليات غير قلبية رئيسية، والذي عُرف فيما بعد باسم منسب الاختطار المنقح للأمراض القلبية (RCRI). كما أشار لي إلى 6 متغيرات مستقلة من المتوقع أن تكون سبب الأخطار المتزايدة لمضاعفات الأمراض القلبية. وفيما يلي المتغيرات المسببة لزيادة مخاطر مضاعفات الأمراض القلبية للمريض في الفترة المحيطة.
| منسب الاختطار المنقح للأمراض القلبية |
| --- |
| 1. تاريخ الداء القَلْبِيّ الإِقْفارِيّ |
| 2. تاريخ قصور القلب |
| 3. تاريخ الداء المخي الوعائي (السكتة أو النَوْبَة الإِقْفارِيَّة ألعابِرَة)                                                                               |
| 4.تاريخ السكري الذي يتطلب استخدام الأنسولين قبل الجراحة                                                                                         |
| 5. مرض الكلى المزمن (الكِرْياتينين> 2 مليجرام/ديسيلتر)                                                                                            |
| 6. الخضوع للعمليات الوعائية فوق الأربية أو داخل الصفاق أو داخِلَ الصَّدْر                                                                            |
| مخاطر الموت القلبي واحتشاء عضلة القلب غير المميت والسكتة القلبية غير المميتة: 0 المنبئ = 0.4%، 1 المنبئ = 1%، 2 المنبئ = 2.4%، ≥3 المنبئ = 5.4% |

يعد منسب الاختطار المنقح للأمراض القلبية أسهل في الاستخدام وأكثر دقة بالمقارنة بمنسب اختطار الأمراض القلبية الأصلي. وقد تم استخدام منسب الاختطار المنقح للأمراض القلبية بشكل أكثر شيوعًا في الممارسات الإكلينيكية والأبحاث، بالإضافة إلى أن هذا المنسب في عام 2007 تم تضمينه مع دليل تقييم اختطار الأمراض القلبية قبل الجراحة من قبل جمعية القلب الأمريكية والمعهد الأمريكي لطب القلب.